# Retaule dels Set Sagraments
El Retaule dels Set Sagraments és un tríptic del pintor primitiu flamenc Rogier van der Weyden i el seu taller. Va ser pintat de 1445 a 1450, probablement per a una església en Poligny. Actualment està al Museu de Belles Arts d'Anvers.

## Descripció
Es tracta d'un tríptic amb les dues ales fixes, si bé originalment es podia tancar com era habitual en aquest tipus d'obra.
Emmarcat a l'interior d'una església, probablement la Catedral de sant Miquel i santa Gúdula a Brussel·les, descriu els set sagraments de l'Església Catòlica Romana com si s'estiguessin administrant simultàniament.
La taula de l'esquerra conté el baptisme, confirmació  i la confessió, i a la taula dreta hi ha l''orde, el matrimoni i la unció dels malalts.
La taula central està dominada per una crucifixió en primer pla, amb el sagrament de l'eucaristia al fons. Els personatges al peu de la Creu: la Mare de Déu, Sant Joan i les tres Maries, són de la mateixa escala que Crist, una proporció enorme respecte a la resta d'escenes. La Creu és també molt alta, gairebé omplint la nau. Els personatges que circulen per l'església sense formar part directa de les escenes dels sagraments tenen una proporció clarament menor, com si l'autor hagués volgut aconseguir un efecte de perspectiva.
Els àngels volten sobre cada sagrament amb filacteris, vestits del color que correspon a cada sagrament, des del blanc del baptisme al negre de la unció.
Una dotzena de caps van ser pintats en paper d'alumini i encolats posteriorment als panells. Són retrats de persones que no podien visitar el taller de Van der Weyden, però que volia veure i aprovar els seus retrats abans d'incorporar-los en el tríptic. Presumiblement representen amics de Chevrot, els seus col·legues i membres de la seva família. Alguns exemples són: l'home que hi ha darrere una columna a la taula central o el testimoni del sagrament del matrimoni.
A les taules laterals hi ha representats sengles gossos que apareixen també al Retaule de santa Columba, a les taules central i dreta.

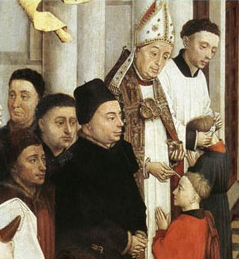
Escena de la confirmació amb la imatge del bisbe Jean Chevrot

Als carcanyols de cada taula hi ha els escuts d'armes de Jean Chevrot i del bisbat de Tournai, un fet que situa al bisbe Chevrot com a comitent de l'obra. La seva imatge apareix a la taula esquerra mentre administra la confirmació, al centre de l'escena. A la dreta del bisbe, hi ha un personatge vestit de negre que ha estat identificat com a Pierre de Ranchicourt, qui va ser bisbe d'Arras entre 1462 i 1499.

## Història
L'obra va ser un encàrrec de Jean Chevrot (c.1380 - 1460) quan era bisbe de Tournai entre 1436 i 1460. No està documentat per a quina església va ser encarregat.
L'autoria s'atribueix a Rogier van der Weyden, si bé va comptar amb, almenys, dos membres del seu taller. La taula central està enterament feta per Van der Weyden, amb l'excepció del cap i les mans de la tercera Maria (la dona agenollada amb el cos al panell de l'esquerra). En els panells laterals, Rogier va pintar els àngels. Al panell esquerre va pintar l'escena de la confessió i la confirmació, on apareix el comitent. Les altres escenes van ser deixats a dos assistents del seu taller.
No hi ha cap documentació fins a 1826 quan va ser adquirit per Florent van Ertborn als hereus de Jean Pérard -nascut el 1753-, president del Parlament de Borgonya. El 1841 Van Ertbone va llegar al seu testament l'obra al museu d'Anvers, on és actualment.
L'obra va ser restaurada entre 2006 i 2009 per Griet Steyaert amb finançament de InBev-Baillet Latour Fund.